# Матвеевский сельсовет (Курганская область)
Матве́евский сельсовет — упразднённые административно-территориальная единица и муниципальное образование со статусом сельского поселения в составе Целинного района Курганской области.
Административный центр — село Матвеевка.
Законом Курганской области от 29.06.2021 № 73 к 9 июля 2021 года сельсовет упразднён в связи с преобразованием муниципального района в муниципальный округ.

## История
В соответствии с Законом Курганской области от 6 июля 2004 года № 419 сельсовет наделён статусом сельского поселения.

## Население
| 1989 | 2002 | 2004 | 2010 | 2012 | 2013 | 2014 |
| ---- | ---- | ---- | ---- | ---- | ---- | ---- |
| 935  | ↘788 | ↗882 | ↘622 | ↘585 | ↘564 | ↘555 |
| 2015 | 2016 | 2017 | 2018 | 2019 | 2020 |      |
| ↘545 | ↘523 | →523 | ↗536 | ↘520 | ↘511 |      |

## Состав сельского поселения
| № | Населённый пункт | Тип населённого пункта       | Население |
| - | ---------------- | ---------------------------- | --------- |
| 1 | Матвеевка        | село, административный центр | ↘511      |